# Herpsilochmus longirostris
A Herpsilochmus longirostris a madarak osztályának verébalakúak (Passeriformes) rendjébe és a hangyászmadárfélék (Thamnophilidae) családjába tartozó faj.

## Rendszerezése
A fajt August von Pelzeln osztrák ornitológus írta le 1868-ban.

## Előfordulása
Dél-Amerika középső részén, Bolívia és Brazília területén honos. A természetes élőhelye a szubtrópusi vagy trópusi síkvidéki esőerdők és száraz erdők. Állandó, nem vonuló faj.

## Megjelenése
Testhossza 12–13 centiméter, testtömege 12–14 gramm. A nemek különbözőek.
| A tojó |

## Életmódja
Kevésbé ismert, valószínűleg rovarokkal és pókokkal táplálkozik.

## Külső hivatkozások
- Képek az interneten a fajról
- Xeno-canto.org